# Acanthicus hystrix
Acanthicus hystrix (Акантик лірохвостий) — рід риб з роду Acanthicus родини Лорікарієві ряду сомоподібні. Інша назва «сомик-ельф».

## Опис
Загальна довжина сягає 53—65 см. Голова дуже велика, її верхня частина вкрита міцними та гострими одонтодами (шкіряні зубчики). Очі невеликі. Рот розташовано в нижній частині, має вигляд присоски. Біля рота є 2 вусики та доволі розвинені сосочки, які утворюють щось на кшталт бороди. Тулуб витягнутий, потовщений, вкритий кістяними пластинами з гострими шипиками. У самців він стрункіший і більший. Спинний, грудні та черевні плавці доволі великі. Анальний плавець маленький. Жировий плавець відсутній. Хвостовий плавець широкий, з великою виїмкою.
Забарвлення темно-сіре з чорними плямами або маже чорне з дрібними білими цяточками. Черево має світліше забарвлення. Молодь плямиста, плями з віком щезають.

## Спосіб життя
Є демерсальною рибою. Доволі живуча, веде життя одинака. Дорослі особини територіальні й агресивні. Вдень ховається серед каміння, корчів, Активний у присмерку. Живиться водними безхребетними і водоростями. Всмоктує здобич за допомогою рота. Доволі швидко зростає.

## Розповсюдження
Мешкає в басейні річки Амазонка.